# Verdun-Léon Saulnier
Pour les articles homonymes, voir Saulnier.
Verdun-Léon Saulnier (mieux connu sous l'abréviation V.-L. Saulnier), né à Rome le 1er janvier 1917 et mort à Bron le 29 septembre 1980, est un universitaire français, spécialiste de romanistique et plus particulièrement de François Rabelais et de Clément Marot.

## Biographie
Verdun-Léon Saulnier naît à Rome le 1er janvier 1917. Son premier prénom est dû à sa naissance l'année suivant la bataille de Verdun, où, d'après sa nécrologie publiée dans le Bulletin de l'association Guillaume Budé, son père avait été blessé. Or son père, Jules Michel Gaspard Saulnier (né à Tropéa, Calabre, Italie, le 9 juin 1870 et décédé à Paris, XVe arrondissement, le 20 février 1956) n'a pas pris part à la bataille de Verdun.
Élève de l'École normale supérieure (promotion 1936), agrégé de lettres, il commence sa carrière au lycée du Mans ; il passe son doctorat à l'Université de Lyon sur Maurice Scève italianisant et humaniste. Il est nommé en 1949 à la Sorbonne.
Il meurt à Bron le 29 septembre 1980.

## Œuvre
Durant la Seconde Guerre mondiale, il écrit plusieurs volumes pour la collection Que sais-je ? (voir ci-dessous). Après la guerre, il publie à de nombreuses reprises pour la Bibliothèque d'Humanisme et Renaissance. Il édite de très nombreux textes littéraires : Du Bellay, Erasme, Marot, Rabelais, mais aussi des auteurs des siècles suivants (Racine, La Fontaine, Voltaire, Vigny...) ainsi que des études sur les principaux auteurs du XVIe siècle, monographies et articles. Certains de ses cours ont été publiés.
Verdun-Léon Saulnier a notamment travaillé sur la paternité du Cymbalum Mundi et donc sur Bonaventure Des Périers. En particulier, il développe fortement la notion d'hésuchisme évangélique et politique pour expliquer certaines œuvres du XVIe siècle, en particulier celles de François Rabelais et de Bonaventure Des Périers.
Il a également recensé et classé l'œuvre de la poétesse lyonnaise Pernette du Guillet.

### Ouvrages
- Verdun-Léon Saulnier, La littérature française de la Renaissance : 1500-1610, Paris, Presses universitaires de France, coll. « Que sais-je ? » (no 85), 1942, 128 p. (OCLC 459375356)
- Verdun-Léon Saulnier, La Littérature française du siècle philosophique : 1715-1802, Paris, Presses universitaires de France, coll. « Que sais-je ? » (no 128), 1943, 134 p. (OCLC 459375485)
- Verdun-Léon Saulnier, La Littérature française du Moyen Âge : des origines à 1500, Paris, Presses universitaires de France, coll. « Que sais-je ? » (no 145), 1943, 356 p. (OCLC 459375398)
- Marguerite de Navarre, Théâtre profane, Paris, Librairie Droz, coll. « Textes littéraires français », 1946, 356 p. (OCLC 3672985)
- Verdun-Léon Saulnier, Maurice Scève : ca 1500-1560, Paris, Klincksieck, coll. « Textes littéraires français », 1948-1949, 4 p. (OCLC 459375710)

### Articles
- Verdun-Léon Saulnier, « Remarques sur la tradition des textes de Mellin de Saint-Gelais », Bulletin de l'Association Guillaume Budé, Persée, vol. 1, no 2,‎ 3 juillet 1953, p. 13-19 (DOI 10.3406/bude.1953.4537, lire en ligne)